# Chenoult Lionel Coetzee
Chenoult Lionel Coetzee (* 6. Mai 1997) ist ein namibischer Leichtathlet, der sich auf den Weitsprung spezialisiert hat und in dieser Disziplin aktuell Inhaber des Landesrekordes ist. 2024 wurde er in Douala Vizeafrikameister.

## Sportliche Laufbahn
Erste internationale Erfahrungen sammelte Chenoult Lionel Coetzee im Jahr 2019, als er bei den Afrikaspielen in Rabat mit 10,83 s in der ersten Runde im 100-Meter-Lauf ausschied und im Weitsprung mit 7,21 m auf den elften Platz gelangte. Zudem schied er mit der namibischen 4-mal-100-Meter-Staffel mit 41,03 s im Vorlauf aus. 2023 verbesserte er den namibischen Landesrekord im Weitsprung auf 8,27 m und schied im selben Jahr bei den Weltmeisterschaften in Budapest mit 7,55 m in der Qualifikationsrunde aus. Im darauffolgenden Jahr gewann er bei den Afrikameisterschaften in Douala mit 7,78 m die Silbermedaille hinter dem weitengleichen Südafrikaner Cheswill Johnson.
In den Jahren 2023 und 2024 wurde Coetzee namibischer Meister im Weitsprung.

## Persönliche Bestleistungen
- 100 Meter: 10,45 s (+1,8 m/s), 18. Mai 2019 in Windhoek
- 200 Meter: 21,31 s (+1,1 m/s), 18. Mai 2019 in Windhoek
- Weitsprung: 8,27 m (+0,7 m/s), 15. April 2023 in Windhoek (namibischer Rekord)